# Ambrose Bierce
Ambrose Gwinett Bierce (24 de juny de 1842 – 1914?) va ser un escriptor, periodista i editorialista estatunidenc. El seu estil lúcid i vehement li ha permès conservar la popularitat, mentre que molts dels seus contemporanis han passat a l'oblit. Aquest mateix estil càustic va fer que un crític el qualificara com l'amarg Bierce (Bitter Bierce).

## Infància i joventut
Bierce va nàixer a Horse Cave Creek, al comtat de Meigs, Ohio, i va créixer al comtat de Kosciusko, Indiana. Va ser el desè de tretze fills. Els seus pares, Marcus Aurelius i Laura, grangers de pregona fe calvinista, els van donar a tots ells noms que començaven amb la lletra «A».
Al començament de la Guerra civil dels Estats Units es va allistar en el 9è regiment de voluntaris d'infanteria d'Indiana. L'any 1862, va ser nomenat tinent i comissionat com a enginyer topogràfic encarregat d'alçar mapes per a determinar els camps de batalla apropiats. Aquell mateix any va participar en la batalla de Shiloh, experiència terrible que va utilitzar més tard en alguns dels seus contes. També va participar en les batalles de Rich Mountain i Kennesaw Mountain, resultant ferit greu. Es va llicenciar de l'exèrcit l'any 1865.

## Matrimoni
L'any 1871 es va casar amb Mary Ellen (Molly) Day, amb la qual va tenir tres fills: Day, Leigh i Helen. El 1888, es va separar després de descobrir unes cartes comprometedores d'un admirador a la seua esposa. El 1904 va obtenir-ne el divorci.
Bierce va sobreviure als seus fills mascles, encara que va estar malalt tota la seua vida, a conseqüència de l'asma i de les seqüeles de les seues ferides de guerra.

## Periodisme
Després de llicenciar-se, es va donar a conèixer com a periodista a San Francisco, on va col·laborar en els diaris The Argonaut, The Overland Monthly i The News Letter. D'aquest darrer, va ser nomenat director el 1868.
Des de 1872 fins a 1875 va viure i treballar a Londres. En tornar als Estats Units, es va establir de nou a San Francisco, on va treballar com a columnista i editorialista del San Francisco Examiner, propietat de William Randolph Hearst. L'any 1889 es va traslladar a Washington DC, però va continuar la seua relació amb els diaris de Hearst fins al 1906.

## Treballs literaris
A Londres, va escriure les seues primeres narracions curtes, aparegudes en revistes i recopilades més tard en tres toms, que li van proporcionar fama d'humorista càustic i mordaç. El seu estil es caracteritza pel constant ús de la ironia. Misantrop, va expressar el seu pessimisme en contes i relats curts que no transmeten excessives il·lusions sobre la bondat essencial de l'home i la dona. També va escriure les Faules fantàstiques i un Esop esmenat, crítiques corrosives de la corrupció política nord-americana. En tornar a San Francisco, va esdevenir l'àrbitre dels cercles polítics i literaris. Va fer gala del seu humor macabre en The Monk and the Hangman's Daughter (1892) i d'enginy satíric en el seu llibre de versos Shapes of Clay (1903).
Se'l considera l'hereu literari directe dels seus compatriotes Edgar Allan Poe, Nathaniel Hawthorne i Herman Melville. Contista excepcional, és autor d'alguns dels millors relats macabres de la història de la literatura: La mort de Halpin Frayser, La cosa maleïda, Un esdeveniment al pont sobre el riu Owl, Un habitant de Carcosa, Un terror sagrat, La finestra tapiada, etc. Gran part de la crítica el situa en companyia de Poe, Lovecraft i Guy de Maupassant al panteó d'il·lustres conreadors del gènere terrorífic. Amb les seues contundents filigranes, es va evidenciar com a mestre absolut en la recreació de tenses atmosferes desassossegants al mig de les quals detona sobtadament un horror «físic», absorbent i feroç.
El també escriptor de relats d'horror H. P. Lovecraft va prendre alguns elements de l'obra de Bierce per incorporar-los als seus Mites de Cthulhu. Sobre els relats de Bierce, va escriure que «en tots aquests, hi ha una maleficència ombrívola innegable i alguns continuen sent vertaderes cimeres de la literatura fantàstica nord-americana». Tot i que se'l sol encasellar com un autor de contes de terror, no tots els seus textos pertanyen a aquest gènere; a més, els seus textos solen contenir una gran dosi de sarcasme o de lúcida ironia, que sovint es converteix en un agut humor negre. Es considera el seu millor llibre In the midst of life, conegut també com a Contes de soldats i civils, que inclou els seus relats més tenebrosos. La seua obra més coneguda és El diccionari del diable.

## Desaparició
A l'octubre de 1913, el septuagenari Bierce va sortir de Washington DC en un viatge per a recórrer els vells camps de batalla de la Guerra Civil. Al desembre va creuar a Mèxic, que llavors estava en plena revolució, per El Paso. A Ciudad Juárez es va unir a l'exèrcit de Pancho Villa com a observador, arribant fins a Chihuahua, on s'esvaeix el seu rastre. L'última notícia certa en va ser una carta que va escriure a un amic íntim, datada el 26 de desembre. Es tracta d'una de les desaparicions més cèlebres de la història de la literatura. Tot i que des de llavors s'han llançat moltes teories sobre la seua desaparició, el misteri roman inexplicat.
Abans d'eixir cap a Mèxic, en una carta datada l'1 d'octubre de 1913, va escriure a una de les seues familiars a Washington: «(...) Adéu. Si sents a dir que he estat col·locat davant d'un mur de pedra mexicà i que m'han afusellat fins a convertir-me en parracs, per favor, entén que jo pense que aquesta és una manera molt bona d'eixir d'aquesta vida. Supera l'ancianitat, la malaltia, o la caiguda per les escales del celler. Ser un ianqui a Mèxic —Ah, això sí que és eutanàsia! (...)».
L'Enciclopèdia Britànica indica que Bierce va poder ser assassinat en el setge d'Ojinaga (gener de 1914). En efecte, un document de l'època consigna la mort en aquesta batalla d'«un ianqui vell». La data generalment acceptada de la seua mort és 1914.

## Influència
El novel·lista Carlos Fuentes va escriure un relat de ficció titulat Gringo viejo, que es va portar al cinema amb el títol d'Old Gringo, interpretat per Gregory Peck.

## Obres publicades en català
- Escac i mat!. Barcelona, 1987, Laertes, l'Arcà, 32. Traduït per Xavier Aleixandre. ISBN 978-84-7612-048-4
- Faules fantàstiques. Barcelona, 1988, Editorial Eumo. Traduït per Jordi Arbonès. ISBN 978-84-7602-163-7.
- Històries de soldats. Barcelona, 2015, Edicions del 1984. Traduït per Francesc Francisco-Busquets. ISBN 978-84-15835-69-1